# Zacharias Troilius
Zacharias Troilius, född 1621 i Leksand, död 13 april 1693 i Falun, var en svensk borgmästare, son till kyrkoherden Uno Troilus och "Stormor i Dalom", egentligen Margareta Hansdotter.
Troilius var borgmästare i Falun.